# Linia kolejowa Baranowicze – Wołkowysk
Linia kolejowa Baranowicze – Wołkowysk – linia kolejowa na Białorusi łącząca stację Baranowicze Centralne ze stacją Wołkowysk.
Linia położona jest w obwodach brzeskim i grodzieńskim.
Linia w większości jest niezelektryfikowana oraz jednotorowa (z wyjątkiem początkowego odcinka w Baranowiczach, na którym pokrywa się z linią Baranowicze – Brześć).

## Historia
Linia została zbudowana w XIX w. Początkowo leżała w Imperium Rosyjskim, w latach 1918–1945 w Polsce, następnie w Związku Sowieckim (1945–1991). Od 1991 położona jest na Białorusi.